# Инга Ламуру
Инга Ламуру (англ. Inga Lamouroux; род. 26 июня 1982, Таллин, Эстония) — специалист в области маркетинга, коммуникаций и карьерного позиционирования. Проживает и работает в Германии. Автор русскоязычного блога о бизнесе и трудоустройстве, в котором освещает вопросы цифрового продвижения, адаптации и профессиональной самореализации на немецком рынке. Регулярно публикуется в деловых изданиях и выступает на отраслевых мероприятиях.

## Деятельность
С начала 2010-х годов занимается темами трансфера знаний между русскоязычными специалистами и немецким профессиональным сообществом. С 2019 года публикует статьи по вопросам маркетинга, коммуникации и карьерного продвижения на русском и немецком языках.
С 2022 года параллельно с основной профессиональной деятельностью занимается благотворительной работой, оказывая информационную и консультационную поддержку русскоязычным специалистам, переехавшим в Германию.

## Публикации
- «7 типичных ошибок компаний при выходе на новый рынок» — Rusbase[1]
- «Как эффективно рекламировать свой продукт в Европе: ТОП-5 советов» — Delo.ua[2]
- «Анализ Clubhouse как бизнес-платформы» — VC.ru[3]

Публикации на немецком языке
- «Wie eine gute Ehe: Warum Vertrauen das Geheimnis erfolgreichen Online-Marketings ist»
- «Wie das OMR-Festival dein Marketing verändern wird»
- «So gelingt Online‑Marketing für mehr Leads auf Messen und Events»
- «Ampeln auf Grün für Glaubwürdigkeit im Online‑Marketing»
- и др.

## Публичные выступления
Выступала на профессиональных форумах и мероприятиях:
- My Business Forum (Гамбург, 2022)[4]
- Marketing Club Frankfurt (октябрь 2023)[5]
- EuroLady Forum (Франкфурт, март 2024)[6]